# Kathleen Rose Perkins
Kathleen Rose Perkins (New Baltimore, 15 novembre 1974) è un'attrice statunitense.

## Carriera
È nota principalmente per il ruolo di Carol Rance nella sit-com Episodes. Nel 2020 ha inoltre interpretato la madre della protagonista nella serie I Am Not Okay with This.
Dal 2021, inoltre, ha avuto un ruolo principale, sempre come madre della protagonista (interpretata da Peyton Elizabeth Lee) nella serie Dottoressa Doogie.

## Filmografia

### Televisione
- CSI: Miami - serie TV, episodio 1x19 (2003)
- Senza traccia (Without a Trace) - serie TV, episodio 2x10 (2003)
- How I Met Your Mother - serie TV, episodio 1x11 (2005)
- Help Me Help You - serie TV, 4 episodi (2006-2007)
- Nip/Tuck - serie TV, episodio 5x11 (2008)
- Eli Stone - serie TV, episodio 1x05 (2008)
- Grey's Anatomy - serie TV, episodio 4x13 (2008)
- NCIS: Los Angeles - serie TV, 5 episodi (2009-2013)
- Til' Death - serie TV, 12 episodi (2009-2010)
- Trust Me - serie TV, 6 episodi (2009)
- Provaci ancora Gary (Gary Unmarried) - serie TV, 3 episodi (2009)
- Castle - serie TV, episodio 2x04 (2009)
- The Mentalist - serie TV, episodio 2x11 (2010)
- Law & Order: Los Angeles - serie TV, episodio 1x04 (2010)
- Episodes - serie TV, 40 episodi (2011-2017)
- Lie to Me - serie TV, episodio 3x12 (2011)
- Private Practice - serie TV, episodio 5x04 (2011)
- American Horror Story - serie TV, episodio 1x08 (2011)
- Person of Interest - serie TV, episodio 3x04 (2013)
- Fresh Off the Boat - serie TV, 6 episodi (2015-2019)
- Ballot Monkeys - serie TV, 5 episodi (2015)
- Un angelo a Natale (How Sarah Got Wings), regia di Edmund e Gary Entin (2015) - film TV
- Code Black - serie TV, 4 episodi (2016)
- American Housewife - serie TV, 2 episodi (2017-2018)
- Single Parents - serie TV, episodi 1x18, 1x21 (2019)
- I Am Not Okay with This - serie TV, 7 episodi (2020)
- Dottoressa Doogie (Doogie Kamealoha, M.D.) - serie TV, 20 episodi (2021-2023)
- Big Shot - serie TV, 7 episodi (2021)
- Dexter: Original Sin - serie TV, 2 episodi (2025)

## Doppiatrici italiane
Nelle versioni in italiano delle opere in cui ha recitato, Kathleen Rose Perkins è stata doppiata da:
- Francesca Fiorentini in Private Practice, Person of Interest, American Horror Story, Dottoressa Doogie
- Monica Ward in Nip/Tuck, Lie to Me
- Jolanda Granato in How I Met Your Mother
- Emanuela D'Amico in Trust Me
- Georgia Lepore in Castle
- Laura Lenghi in The Mentalist
- Laura Latini in Law & Order: Los Angeles
- Rachele Paolelli in NCIS: Los Angeles
- Claudia Razzi in Code Black
- Gilberta Crispino in Colony
- Eleonora De Angelis in I Am Not Okay with This
- Ilaria Cazzulli in Big Shot
- Ilaria Latini in Dexter: Original Sin